# 王心嫚
王心嫚（Celia Wang，1988年4月22日—），台灣女藝人。

## 作品

### 電視劇
- 2015年《一代新兵之八極少年》飾 蔡怡嘉
- 2016年《明天一起去樂園》飾 CoCo
- 2023年《戲說台灣－獅王會十甲》飾 林龍

### 電影
- 2015年 《半熟少女》
- 2016年 《萌學園之尋找磐古》飾 黑蠍
- 2017年 《變異狂蟒》
- 2019年 《光芒四射》

### 微電影
- Skin Life
- 靜憩軒
- 雨戶-張珒雨

### 網路劇
- 2016年《那刻的怦然心動》飾 CoCo
- 2018年《冰火奇緣》飾 筣筣
- 2019年《無主之城》飾 小楠
- 2019年《同學別鬧》飾 王靖雯

## 綜藝節目
- 《國光幫幫忙》助理主持
- 《綜藝大熱門》
- 《綜藝玩很大》

## MV
- 孫羽希-很愛很愛你
- 董事長樂團-Run Baby Run
- 董事長樂團-往事的往事
- 劉明湘-我不要再比了

## 外部連結
- 王心嫚Celia的Facebook專頁
- 王心嫚Celia的新浪微博
- 王心嫚在香港影庫上的簡介